# Graduale

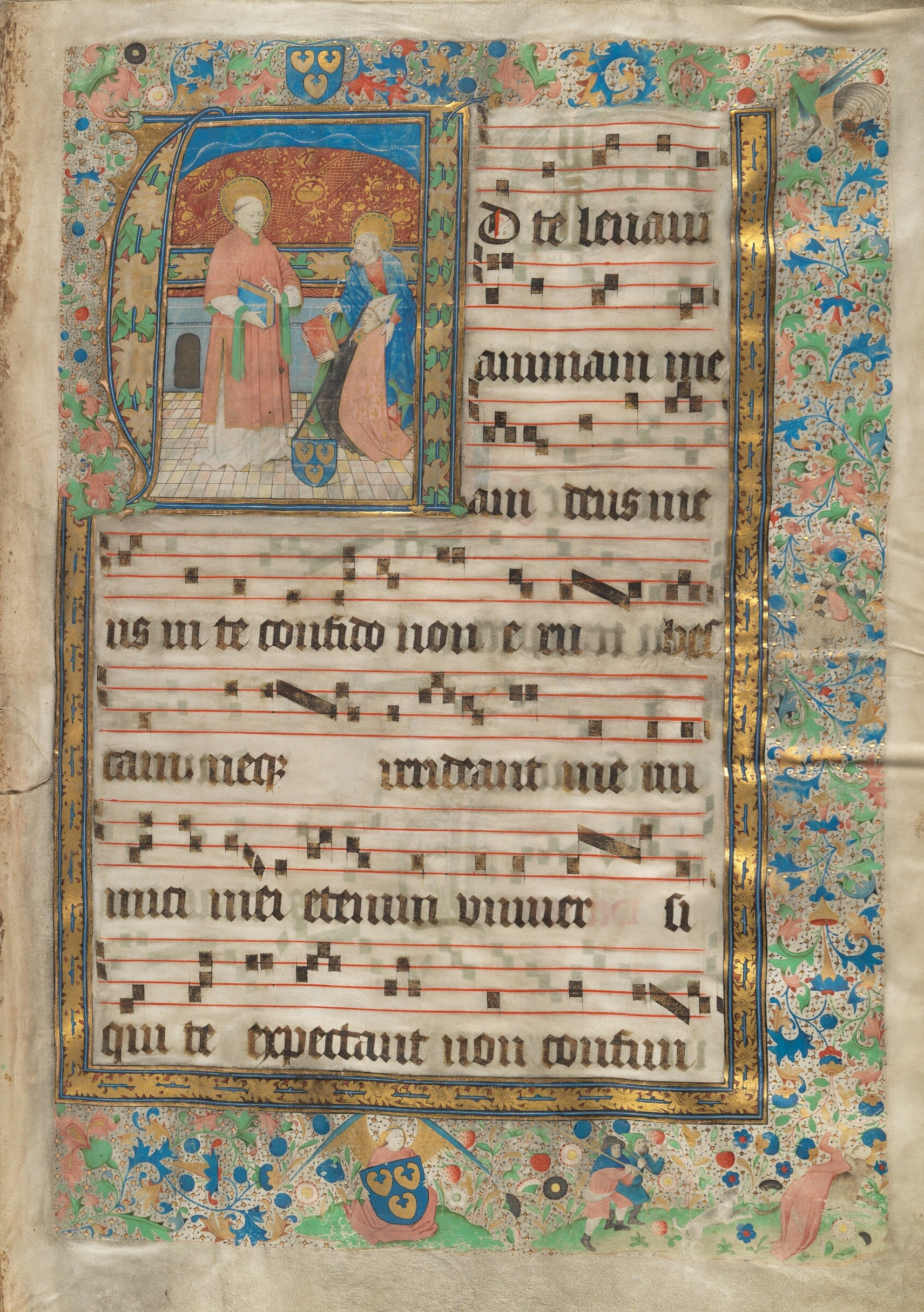
Fragment uit het manuscript van de graduale van de St.-Baafsabdij te Gent. Gemaakt in 1469.

Het graduale is een term uit de Rooms-katholieke liturgie. Er kan zowel een gregoriaans gezang mee worden bedoeld als een liedboek met gregoriaanse gezangen.

## Gezang
Om het onderscheid te maken met het boek, wordt het gezang ook wel de Graduale Responsorium genoemd. De graduale is een gregoriaans gezang van de H. Mis en in de Novus Ordo Missae is het de tussenzang. Het wordt gezongen tussen de eerste schriftlezing en de tweede schriftlezing in en is meestal een antwoordpsalm.
In de Tridentijnse liturgie wordt de graduale in de voormis gezongen, tussen het epistel en het evangelie. 
Het graduale is een onderdeel van het Proprium Missae, dat zijn de wisselende gezangen van de Mis. Het woord graduale is afgeleid van het Latijnse woord gradus, trede. Men spreekt dan ook van trapgebed dat door de priester gebeden wordt na het voorlezen van het Epistel.

## Boek
Het Graduale Romanum is het 
liedboek waarin de gregoriaanse gezangen staan. Het boek bevat alle wisselende en vaste misgezangen voor de verschillende tijden en feesten van het liturgische jaar. De uitgave van 1974 werd aangepast aan de Novus Ordo Missae. In het gregoriaans Missaal uit 1983 zijn ook de Nederlandse vertalingen van de gezangen te vinden.

## Externe link

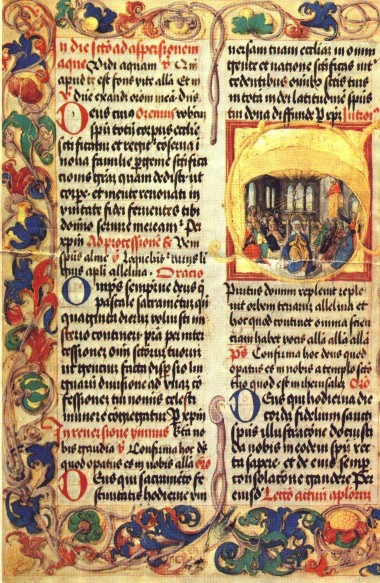
Graduale van koning John Albert